# Campanella
Campanella is een geslacht van schimmels behorend tot de familie Marasmiaceae. De typesoort is Campanella buettneri.

## Soorten
Volgens Index Fungorum telt het geslacht 41 soorten (peildatum april 2022):
| Soortnaam                            | Auteur(s)                        | Publicatiejaar |
| ------------------------------------ | -------------------------------- | -------------- |
| Campanella aberrans                  | Singer                           | 1976           |
| Campanella aeruginea                 | Singer                           | 1976           |
| Campanella africana                  | Pegler                           | 1977           |
| Campanella agaricina                 | (Mont.) Lloyd                    | 1919           |
| Campanella alnetorum                 | Singer                           | 1976           |
| Campanella bispora                   | (Manim. & Leelav.) Manim.        | 2014           |
| Campanella boninensis                | (S. Ito & S. Imai) Parmasto      | 1981           |
| Campanella brunnescens               | Pegler                           | 1977           |
| Campanella buettneri                 | Henn.                            | 1895           |
| Campanella burkei                    | Desjardin & B.A. Perry           | 2017           |
| Campanella caerulescens              | (Berk. & M.A. Curtis) Singer     | 1945           |
| Campanella caesia (Gelatineschelpje) | Romagn.                          | 1981           |
| Campanella candida                   | (A.L. Sm.) Singer                | 1945           |
| Campanella capensis                  | (Berk.) D.A. Reid                | 1975           |
| Campanella castaneipes               | Singer                           | 1976           |
| Campanella elongatispora             | Singer                           | 1976           |
| Campanella fimbriata                 | Segedin                          | 1993           |
| Campanella flava                     | Rick                             | 1938           |
| Campanella floridana                 | Singer                           | 1951           |
| Campanella gigantospora              | Singer                           | 1975           |
| Campanella gregaria                  | Bougher                          | 2007           |
| Campanella heterobasidiata           | R. Valenz., Guzmán & J. Castillo | 1981           |
| Campanella inquilina                 | Romagn.                          | 1984           |
| Campanella junghuhnii                | (Mont.) Singer                   | 1945           |
| Campanella keralensis                | Farook & Manim.                  | 2014           |
| Campanella marasmioides              | Rick                             | 1960           |
| Campanella merulina                  | (Pers.) Singer                   | 1961           |
| Campanella mexicana                  | Guzmán & Guzm.-Dáv.              | 1985           |
| Campanella pendulosa                 | Otieno                           | 1968           |
| Campanella podocarpi                 | Singer                           | 1976           |
| Campanella purpurea                  | (Berk. & M.A. Curtis) Lloyd      | 1919           |
| Campanella purpureobrunnea           | Petch                            | 1926           |
| Campanella pustulata                 | (Berk. & Broome) Pegler          | 1986           |
| Campanella sarasinii                 | (Wakef.) Lloyd                   | 1924           |
| Campanella straminea                 | P.G. Liu                         | 1994           |
| Campanella tenuitunicata             | Singer                           | 1955           |
| Campanella tristis                   | (G. Stev.) Segedin               | 1993           |
| Campanella virginea                  | Rick                             | 1960           |
| Campanella witteana                  | Singer                           | 1976           |